# 维谛技术
维谛技术（Vertiv）是一家總部位于美国俄亥俄州哥伦布市 的数据中心设备、服务提供商以及交流和直流电源管理方案提供商。
维谛技术原名艾默生网络能源（Emerson Network Power），是艾默生电气公司的一部分，由愛默生電氣於2000年推出。2016年12月，Platinum Equity從艾默生电气手中收購了艾默生網絡能源。之後艾默生能源更名為維諦技術。
2020年2月10日，維諦技術在纽约证券交易所上市 。
2021年4月，维谛技术成为哥倫布機員足球會的数据中心设备供应商。